# 愛宕神社 (土浦市)
愛宕神社（あたごじんじゃ）は、茨城県土浦市下高津2丁目8番1号にある神社。江戸時代は愛宕権現と呼ばれていた。旧社格は村社。

## 概要
旧水戸街道（現在の国道354号旧道）沿いにある神社で、桜川右岸の台地斜面に鎮座する。かつては霞ヶ浦を一望できる風光明媚な場所で、愛宕神社の御神燈が灯台の機能を果たしていたという。
参道は旧水戸街道がある東向きに面し、手すり付きの階段が付いているが、裏手の常福寺から直接入ることもできる。社殿のすぐ裏手まで駐車場や墓地が迫っている。愛宕神社の参拝者用駐車場は旧水戸街道の道向かいにあり、その隣には享保18年（1733年）建立の「下高津の道標」（土浦市指定史跡）がある。
江戸時代、下高津村の鎮守であるとともに、土浦城の表鬼門の守護とされた。桜川にかかる銭亀橋の先にある大町交差点の付近に、土浦城高津口（南門）が位置していた。

## 祭神
軻遇突知命
- 神体は軻遇突知命の本地仏の勝軍地蔵である[4]。
- 火伏せの神として信仰されている。
- 神社整理等による合併の有無は不明である[5][6]。

### 境内社
香取神社（經津主命）、天満神社（菅原道真）、富士神社（木花咲耶姫命）、稲荷神社（倉稲魂命）の四社がある。稲荷神社は高津稲荷神社の一名がある。

### 祭礼
夏に祇園祭が行われている。毎年2台から3台の山車が出る。

## 由緒
創建は天慶年間（938-947年）、平貞盛が戦勝祈願のために軻遇突知命の神霊を勧請したという。
戦国時代、土浦城主となった菅谷伊豫守勝貞が崇敬し、祭礼を行った。
江戸時代、寛文9年（1669年）に土屋数直が土浦城主になると、愛宕神社を表鬼門の守護とするために奉斎し、社殿等を改築したという。土屋数直の奉斎を延宝7年（1679年）とする資料がある。
元禄12年（1699年）に社殿が焼失し、文化8年（1811年）に現存の社殿を再建した。大棟には土屋氏の家紋である三ツ石紋が配されている。
明治15年（1882年）4月、村社に列格した。

## 文化財
愛宕神社本拝殿
- 土浦市指定有形文化財。平成13年（2001年）3月1日指定。
- 茅葺・入母屋屋根の、本殿と拝殿が一体化した複合社殿である。
- 茅葺屋根を維持している社殿は土浦市内では希少であり[4]、葺替事業の奉賛者の名前を記した額が側面に掛かっている。

## 周辺
- 常福寺
- 独立行政法人国立病院機構霞ヶ浦医療センター

## 土浦市内の愛宕神社
愛宕神社
- 土浦市西真鍋町4番地47。
- 祭神・軻遇突知命。
- 創建は不詳。旧無格社。境内は真鍋愛宕神社古墳、西真鍋遺跡でもある。
- 表参道は国道125号（本来は一つ東の旧道）に面しているが、東日本大震災により幅の狭い石段が崩落したため、入口がバリケードで閉鎖されている。神社自体が閉鎖されているわけではなく、隣接する真延寺、もしくは西側の畑にある裏参道から参拝可能。

愛宕神社
- 茨城県土浦市小山崎町623番地。
- 祭神・軻遇突知命。
- 創建は宝暦11年（1761年）。旧無格社。道知集落の岩瀬市郎衛門が、氏神として愛宕神社を勧請、後に現地に遷座した[9]。
- 街道沿いにある下高津や西真鍋町と異なり、畑中にある農村の神社で、鬱蒼とした深い鎮守の森を持つ。